# Font pública (el Morell)
La Font pública és una obra del Morell (Tarragonès) inclosa a l'Inventari del Patrimoni Arquitectònic de Catalunya.

## Descripció
La font pública de la vila del Morell conserva damunt ella la data de construcció i també un rètol on s'explica que a aquell any arribaren les aigües, per primer cop, a la vila.
La seva estructura és la següent: la pedra és marbre i en té dues aixetes sota les quals hi ha la banyera on s'hi recull l'aigua. Les formes de la font són totalment geomètriques i davant seu hi ha una barana per protegir els que agafin aigua.

## Història
La font està situada al costat mateix de la peixateria del poble i és un element més d'aquest conjunt.